# Tả Thanh Oai
Tả Thanh Oai là một xã của huyện Thanh Trì thành phố Hà Nội, Việt Nam.

## Vị trí địa lý
Xã Tả Thanh Oai nằm ở phần phía Tây của huyện Thanh Trì, phía Bắc giáp xã Thanh Liệt của Thanh Trì, góc phía Tây Bắc giáp xã Tân Triều của Thanh Trì và phường Phúc La quận Hà Đông, phía Tây giáp xã Hữu Hòa của Thanh Trì (ranh giới là sông Nhuệ), phía Tây Nam và Nam giáp huyện Thanh Oai (các xã Cự Khê, Mỹ Hưng) ranh giới là sông Nhuệ. Phía Đông, Tả Thanh Oai tiếp giáp với các xã cùng huyện: Đại Áng (ở phía Đông Nam), Vĩnh Quỳnh (chính giữa phía Đông), Tam Hiệp (phía Đông Bắc). Tả Thanh Oai nằm bê bờ tả sông Nhuệ, phía Bắc có đường 70A Văn Điển-Hà Đông chạy qua, ngang qua chính giữa xã là tuyến đường sắt vành đai Văn Điển-Ba La-Phú Diễn chạy từ hướng xã Vĩnh Quỳnh sang xã Hữu Hòa.
Xã Tả Thanh Oai gồm các thôn làng: Tả Thanh Oai (tên nôm là Tó Tả), Thượng Phúc, Nhân Hòa, Siêu Quần.

## Lịch sử
Vào đầu thế kỷ 19, vùng đất Tả Thanh Oai ngày nay là các xã, thôn (làng) của 2 tổng Tả Thanh Oai (Tả Thanh Oai, Nguyễn Thượng, Ngũ Phúc-Hạ Thanh Oai) và Đại Định (Siêu Quần), đều của huyện Thanh Oai phủ Ứng Thiên (tức Ứng Hòa) trấn Sơn Nam Thượng. Năm 1831, thành lập tỉnh Hà Nội, các làng xã này cùng toàn bộ phủ Ứng Hòa nhập về tỉnh Hà Nội.
Ngày 21 tháng 4 năm 1965, xã Tả Thanh Oai cùng với các xã Liên ninh, Ngọc Hồi, Đại Áng chuyển về huyện Thường Tín thuộc tỉnh Hà Tây (hợp nhất 2 tỉnh Hà Đông và Sơn Tây).
Ngày 29 tháng 12 năm 1975, xã Tả Thanh Oai nằm trong huyện Thường Tín thuộc tỉnh Hà Sơn Bình do hợp nhất 2 tỉnh Hà Tây và Hòa Bình.
Ngày 29 tháng 12 năm 1978, 4 xã ở phía bắc huyện Thường Tín là: Đại Áng, Liên Ninh, Ngọc Hồi, Tả Thanh Oai được sáp nhập vào huyện Thanh Trì, TP Hà nội.

## Làng Tả Thanh Oai
Làng Tả Thanh Oai (làng Tó hay Tó Tả) thuộc xã Tả Thanh Oai huyện Thanh Trì được cả nước biết đến là làng khoa bảng với 12 người đỗ đại khoa, gồm 4 Hoàng giáp và 8 Tiến sĩ, có họ Ngô với dòng Ngô gia văn phái và các danh nhân Ngô Thì Sĩ, Ngô Thì Nhậm đã đi vào lịch sử đất nước. Ngoài ra còn có 27 hương cống thời Lê, 10 cử nhân thời Nguyễn.
Những người đỗ đại khoa thuộc 4 họ: Nguyễn Khai Khoa, Ngô Vi, Ngô Thì và Nguyễn Thế. Họ Nguyễn k
Khai Khoa có 3 tiến sĩ là Nguyễn Chỉ (đỗ năm 1453), Nguyễn Khánh Dung (1478). Nguyễn Tông Trình (1754). Trước đây, đầu dịp hội làng (ngày 14 tháng giêng), quan viên trong làng phải ra lễ ở mộ tổ và ở nhà thờ họ này.
Họ Ngô Thì (Ngô Thời) có 6 tiến sĩ là: Ngô Tuấn Dị (đỗ năm 1688), Ngô Đình Thạc (1700), Ngô Đình Chất (em Đình Thạc, 1721), Ngô Thì Sĩ (Hoàng giáp, 1766), Ngô Thì Nhậm (1775) và Ngô Điền (Hoàng giáp, 1841).
Họ Ngô Vi là dòng họ lập ấp đầu tiên, có hai người đỗ là Ngô Vi Thực (Hoàng giáp, 1691) và Ngô Vi Nho (1694).
Những người đỗ đại khoa của làng Tó có Ngô Đình Thạc làm Tham tụng (Tể tướng), Ngô Đình Chất, Ngô Thì Nhậm làm Thượng thư, 2 người phụng mệnh đi sứ là Ngô Đình Thạc, Ngô Thì Nhậm (Chánh sứ sang nhà Thanh, có nhiều đóng góp cho việc ngoại giao của triều Tây Sơn). Ngô Thì Sĩ có nhiều công lao trong việc giữ yên và phát triển vùng biên giới Lạng Sơn. Ngô Đình Thạc là Trấn thủ Lạng Sơn, khi thành bị quân phỉ vây, ông chịu chết chứ không đầu hàng.
Đóng góp lớn nhất của các nhà khoa bảng làng Tó là về văn học, giáo dục. Hai cha con Ngô Thì Sĩ - Ngô Thì Nhậm là những danh nhân kiệt xuất, học vấn sâu rộng, làm rạng rỡ cho tông phái nhà Nho, vừa là quan văn, vừa là tướng, vừa là nhà sử học, nhà thơ, để lại nhiều tác phẩm có giá trị. Họ Ngô còn nổi tiếng với dòng Ngô gia văn phái, với thiên tiểu thuyết Hoàng Lê nhất thống chí có giá trị lớn về tư liệu lịch sử.
Để có sự thành đạt về khoa bảng, làng Tả Thanh Oai chế độ khuyến học thoả đáng. Làng dành 40 mẫu ruộng để làm học điền. Những người đỗ đạt được trọng vọng. Trong tâm thức của người làng, thế đất của làng phát đạt về mặt học hành nên có ý thức với việc học. Cuốn Lư sử điển yếu điều lệ (soạn năm 1791), viết:"Làng Tả Thanh Oai đất do sông Tô dẫn mạch, miếu do sông Nhuệ bồi cơ, danh đăng khoa giáp, thế phiết thi thư, quý mà không phú, phần nhiều là sĩ dân sính về đường học, coi là việc hàng đầu...".
Làng Tả Thanh Oai trước đây có 2 đình là đình Tổ Thị và đình Hoa Xá (nay chỉ còn đình Hoa Xá), thờ Lê Hoàn và Bà Chúa Hến – cô gái làng Tó được Lê Hoàn lấy làm phi trong dịp dẫn đại quân theo đường sông ra Bắc để tiêu diệt quân xâm lược Tống, ghé thăm làng (năm 981). Hội làng tổ chức trong 3 ngày: 13, 14, 15 tháng Giêng, có rước cỗ thờ và rước Giầu vàng từ đình Hoa Xá đến Minh Ngự Lâu (nhà Bà Chúa Hến) để kỉ niệm cuộc gặp gỡ tình duyên giữa Bà và Vua Lê Đại Hành. Ngoài ra còn các nghi lễ hát xướng ca ngợi công đức thành hoàng, cảnh đẹp, có đọc "Mục lục" đề cao truyền thống văn vật của làng, cầu chúc dân làng an khang thịnh vượng. Làng còn giữ được 4 chùa và đặc biệt là 4 nhà thờ của các dòng họ khoa bảng, nhà thờ các danh nhân Ngô Thì Sĩ, Ngô Thì Nhậm- các di tích phản ánh truyền thống hiếu học và khoa bảng của làng.

## Làng Thượng Phúc
Làng Thượng Phúc nay là một thôn của xã Tả Thanh Oai (huyện Thanh Trì), vốn là hai làng Nguyễn Thượng và Ngũ Phúc (có tên Nôm là làng Hạ). Đầu thế kỷ XIX, hai làng này là hai thôn độc lập thuộc xã Hạ Thanh Oai, tổng Tả Thanh Oai, huyện Thanh Oai, phủ ứng Thiên, trấn Sơn Nam Thượng. Năm Minh Mạng thứ hai (1821), các quan trấn Bắc Thành đề nghị cho nhập hai thôn này thành một thôn mang tên Thượng Phúc. Đây là một làng đông dân (năm 1926, làng có 2092 nhân khẩu).
Theo "Lư sử điển yếu điều lệ" do Ngô Thì Nhậm soạn năm Cảnh Thịnh thứ hai (1794) thì làng được hình thành từ lâu, đến giữa thế kỷ XV, một bộ phận tù binh Chiêm Thành bị đày ra đây khai khẩn vùng đất trũng, mở mang làng xóm.
Thượng Phúc xưa kia là một làng nông nghiệp chiêm trũng. Đồng quanh năm ttrắng nước, việc cấy lúa rất vất vả, không chắc ăn. Vào năm 1939, chính quyền thuộc địa Pháp đã cho nắn đoạn sông Nhuệ, từ địa phận làng Siêu Quần xuống làng Đan Nhiễm, làm cho nước của con sông này thoát nhanh hơn vào mùa mưa lũ. Đồng ruộng của Thượng Phúc và 16 làng trong vùng tiêu nước dễ hơn, nạn úng lụt đã giảm đáng kể, việc làm ruộng thuận tiện hơn. Ngoài làm ruộng, dân làng còn khai thác nguồn thủy sản dồi dào trong đồng chiêm trũng, kết hợp buôn bán.
Làng Thượng Phúc có chùa Bảo Tháp, dân gian thường gọi là chùa Bồ Tát. Đây là ngôi chùa cổ, tương truyền do Nhà sư Lý Thầm - em trai Vua Lý Huệ Tông (1211 - 1224) dựng nên rồi tu hành tại đây. Điều này còn được minh chứng qua một số câu đối ở cột đồng trụ của Tam bảo chùa.
Đến gần cuối đời Trần, có một vị Cao tăng họ Hồ, dòng dõi hoàng thân quốc thích đã từ bỏ bổng lộc, quan tước về đây tu hành. Ngoài việc bỏ tiền của để tu tạo chùa, vị Cao tăng này còn chiêu tìm hàng trăm trẻ mồ côi, những người già nua không nơi nương tựa về nuôi dưỡng, trẻ em được cho ăn họ. Tiếng tăm của Hòa thượng đồn xa khắp mọi nơi. Biết ơn Hòa thượng, dân làng, nhất là những người cô quả đã tạc tượng sống Ngài. Khi Hòa thượng đắc đạo, được nhân dân và triều đình suy tôn là Bồ Tát và gọi chùa Bảo Tháp theo tên được tôn vinh của Ngài. Về sau, có vị Minh Từ Hoàng Thái hậu của Vua Trần về đây lánh nạn giặc Chiêm Thành tàn phá Kinh đô. Thấy Bà là người nhân đức, mộ đạo, Hòa thượng đã giao chùa cho Bà, rồi Ngài cho lập ngay hỏa đàn, trèo lên đàn tụng kinh và sai các đệ tử châm đàn. Lửa cháy rừng rực bốn bề mà Bồ Tát vẫn điềm nhiên đọc kinh Đại Tạng rồi toàn thân Ngài hóa thành than. Hôm đó là ngày 14 tháng Tư, nên hàng năm, dân làng và quanh vùng lấy ngày này làm ngày giỗ Tổ Chùa. Cho đến ngày nay, dân làng Thượng Phúc và trong vùng vẫn tế Bồ Tát bằng bài thơ Nôm thể lục bát.
Sau khi Bồ Tát hỏa thiêu, bà Hoàng Thái hậu trở thành Ni sư sớm hôm đèn nhang thờ Phật, trông nom và mở mang chùa. Dân làng Thượng Phúc kính phục Bà, xin được lập sinh từ ở mé trước chùa để thờ phụng sau này. Ba năm sau, có lệnh Bà phải về Kinh đô. Trước lúc về Kinh, Bà Thái hậu mở yến tiệc đãi dân làng vào ngày 16 tháng Hai. Tiệc đang vui thì Thái hậu trúng gió và qua đời.Vua Trần nghe tin, lệnh cho làng Thượng Phúc thờ Thái hậu làm Phúc thần cùng với Bồ Tát, tại cả chùa và đình (được lập về sau).
Đối chiếu với ghi chép trong chính sử (sách Đại Việt sử ký toàn thư) thì thấy, việc quân Chiêm Thành do Chế Bồng Nga chỉ huy vào tàn phá Kinh đô Thăng Long diễn ra vào năm Tân Hợi - 1371 dưới thời Vua Trần Nghệ Tông. Vì thế, bà Thái hậu về lánh nạn ở chùa Bảo Tháp làng Thượng Phúc chính là vợ Vua Nghệ Tông và là cô ruột của Hồ Quý Ly. Chút ít tư liệu này góp phần bổ sung lịch sử phong phú của Thăng Long- Hà Nội đời Trần.

## Làng Nhân Hòa
Làng Nhân Hòa nay là một thôn của xã Tả Thanh Oai, huyện Thanh Trì. Lúc đầu gọi là trang Lữ Xuyên (hay Lữ Xuân); cuối thời Lê, đầu thời Nguyễn đổi tên thành Phú Điền và là một xã độc lập thuộc tổng Tả Thanh Oai, huyện Thanh Oai, trấn Sơn Nam Thượng. Thời Minh Mạng (1820 - 1841), làng được đổi tên thành Nhân Hòa, và thuộc tỉnh Hà Nội (năm 1902 đổi tên phần đất ngoại thành làm tỉnh Cầu Đơ, năm 1904 lại đổi làm tỉnh Hà Đông).
Trong kháng chiến chống Pháp, làng Nhân Hòa nhập với các làng Tả Thanh Oai, Siêu Quần, Thượng Phúc thành xã Đại Thanh thuộc huyện Thanh Oai, tỉnh Hà Đông. Năm 1965, xã Đại Thanh đổi tên thành Tả Thanh Oai thuộc tỉnh Hà Tây (từ cuối năm 1975 là tỉnh Hà Sơn Bình). Đầu năm 1979, xã được chuyển về huyện Thanh Trì (Hà Nội).
Theo cuốn "Lư sử điển yếu điều lệ" - sách chữ Hán do nhóm Ngô gia văn phái soạn vào năm Cảnh Thịnh thứ hai (1794), Tiến sĩ triều Lê Nguyễn Đăng Sớ viết lời tựa, hiện còn lưu ở đình làng Tả Thanh Oai thì trang Lữ Xuyên - làng Nhân Hòa do các tù binh Chiêm Thành bị bức ra đây từ thời Lý để khai thác vùng đất trũng - nơi hợp lưu của sông Tô Lịch và sông Nhuệ. Qua bao thế kỷ, di duệ của những người Chăm đã hòa huyết, hòa đồng với người Việt sở tại để tạo lập nên làng xóm trù phú. Dấu ấn Chăm Pa còn lại rất mờ nhạt. Cơ cấu tổ chức, các sinh hoạt văn hóa của dân làng mang đậm phong cách người Việt.
Nhân Hòa là một làng nhỏ, năm 1926 chỉ 462 nhân khẩu. Dân đinh trong làng được chia làm hai giáp: giáp Hậu và giáp Hữu. Dân làng sống chủ yếu bằng trồng lúa và khai thác các nguồn thủy sản trong đồng trũng.
Đình làng Nhân Hòa dựng vào thời Lê - Trịnh, thờ hai vị thành hoàng là: Phương Dung Hoàng Thái hậu thời Lý Triệu Thị Lã và Đông Hải đại vương Đoàn Thượng - một thế lực quân sự mạnh vào cuối thời Lý. Có ý kiến cho rằng, bà Phương Dung Hoàng Thái hậu Triệu Thị Lã là Nhũ mẫu của Vua Lý Huệ Tông (cuối thế kỷ XII) và có công giúp đỡ cả Đoàn Thượng. Tại đình làng hiện còn đôi câu đối nói về việc này. Hai vị thành hoàng được các triều vua phong 38 đạo sắc hiện còn lưu trong đình. Đạo sớm nhất vào năm Đức Long thứ tư (1632).
Làng Nhân Hòa có ngôi chùa Phúc Lâm khá khang trang. Giá trị nhất của chùa là còn lưu hai tấm bia gắn với sự nghiệp của Lê Thời Hiến - vị tướng tài thời Lê - Trịnh. Bia "Bảo Đức bi ký" soạn vào niên hiệu Bảo Thái (1720 - 1727), nói về đức độ, tài năng của Lê Thời Hiến và đóng góp của vợ ông - bà Quận chúa) với chùa. Tấm bia thứ hai "Phúc Lâm tự, khâm minh văn" soạn năm Vĩnh Thịnh thứ hai (1706) nói về đóng góp của dân làng, các quý tộc, trong đó có gia đình Lê Thì Hiến trong việc tu bổ chùa.
Cả đình và chùa Nhân Hòa đã được xếp hạng Di tích lịch sử văn hóa (năm 1992).
Làng Nhân Hòa còn một di tích là đền Nghĩa. Theo bia "Tân tạo Nghĩa điền kim bi" soạn năm Thịnh Đức thứ hai (1654), hai giáp Hữu và Hậu thuộc xã Lữ Xuyên dựng đền này để thờ Tín chủ là bà Nguyễn Thị Ngọc Quyến và Thượng tướng quân Đô Chỉ huy sứ ty Nguyễn Quý Công, tự Phúc Thuận đã hiến cho làng 4 mẫu 7 sào ruộng và vườn, chia đều cho 2 giáp cày cấy. Hàng năm 2 giáp cúng giỗ ông bà theo ghi trong văn bia.

## Làng Siêu Quần
Làng Siêu Quần, đầu thế kỷ XIX là một xã thuộc tổng Đại Định, huyện Thanh Oai, phủ ứng Thiên, trấn Sơn Nam Thượng (từ năm Minh Mạng thứ 12 - 1831 là tỉnh Hà Nội, năm đầu đời Thành Thái - 1889 là tỉnh Cầu Đơ, năm 1904 đổi thành tỉnh Hà Đông). Trong kháng chiến chống Pháp, làng nhập với các làng Tả Thanh Oai, Nhân Hòa, Thượng Phúc thành xã Đại Thanh thuộc huyện Thanh Oai, tỉnh Hà Đông. Năm 1965, xã Đại Thanh đổi tên thành Tả Thanh Oai. Từ đầu năm 1979, xã được chuyển về huyện Thanh Trì (Hà Nội).
Tên làng Siêu Quần bắt nguồn từ tên Nôm là Kẻ Gùn. "Gùn" có nghĩa là "quần tụ"; còn "Siêu" ý chỉ làng là nơi sinh tụ của dân từ rất nhiều địa phương khác nhau, trong đó một bộ phận lớn là từ huyện Vĩnh Lộc (tỉnh Thanh Hóa) và vùng Thuận Hóa (tỉnh Thừa Thiên - Huế) chuyển ra từ đầu thời Lê Sơ. Hơn sáu trăm năm trôi qua, người dân ở đây vẫn giữ được những âm gốc ở quê mình.
Theo truyền thuyết, lúc đầu, dân cư tập trung ở bờ Bắc sông Nhuệ. Sau một trận lũ lớn, nước ngập đến mái nhà, có một con chó mẹ tha đàn con đến một gò đất chếch về phía Đông - Nam. Dân làng thấy đó là điềm tốt nên sau trận lũ đã chuyển đến gò đất đó sinh sống, tức trung tâm làng bây giờ. Sau đó, dân các nơi thấy đất này dễ làm ăn, con người thuần hậu nên kéo về ngày một đông. Trong đình hiện nay còn bức đại tự bốn chữ "Siêu bạt quần luân" hay câu ngạn ngữ "Lang bạt Siêu Quần, cao quan Kẻ Lủ" để chỉ việc này.
Dân làng Siêu Quần xưa kia chủ yếu làm ruộng, song đa phần ruộng ở đây là chiêm trũng, hàng năm thường bị úng ngập bởi nước lũ sống Nhuệ nên năng suất lúa thấp và bấp bênh. Năm 1939, chính quyền thuộc địa Pháp cho nắn đoạn sông Nhuệ, từ địa phận của làng xuống làng Đan Nhiễm (huyện Thường Tín), làm cho đồng ruộng của làng cùng 16 làng khác trong vùng tiêu nước dễ hơn, nạn úng lụt đã giảm đáng kể. Đến năm 1942, người Pháp lại cho đào con máng từ Gò Quán làng Vĩnh Thịnh (xã Đại Áng) xuống cống Hai Cửa giáp làng Siêu Quần, để hạn chế thêm nạn úng lụt.
Đình làng Siêu Quần thờ hai vị thành hoàng. Vị đầu tiên là Trịnh Khả - người xã Sóc Sơn, huyện Vĩnh Lộc, tỉnh Thanh Hóa. Ông là một trong 18 người có mặt tại Hội thề Lũng Nhai của Lê Lợi (năm Bính Thân - 1416), sau lập được nhiều chiến công trong việc đánh đuổi giặc Minh. Khi Lê Lợi lên ngôi (Lê Thái Tổ, 1428), ông được phong Hổ Vệ tướng quân, Thượng trụ quốc, Bình chương quân quốc trọng sự, khắc biển công thần. Về sau (năm 1451), do bị gian thần gièm pha, ông và cả con trai là Trịnh Bá Quát bị giết. Đời Lê Thánh Tông (1460 - 1497) được minh oan, trả lại quan tước, phong làm Phúc thần. Việc làng Siêu Quần thờ Trịnh Khả là do dân từ Sóc Sơn (Thanh Hóa) chuyển cư ra, đem theo cả thành hoàng ở làng gốc.
Vị thần thứ hai là Nguyễn Phục (? - 1470). Ông là người xã Thanh Tùng, huyện Thanh Miện, tỉnh Hải Dương, đỗ Hoàng giáp khoa Quý Dậu, niên hiệu Thái Hòa đời Vua Trần Nhân Tông (1453), làm quan đến chức Hàn lâm viện kiêm Vương phó (thầy dạy các vương tử). Năm Canh Dần (1470), Lê Thánh Tông đi đánh Chiêm Thành, Nguyễn Phục được cử giữ chức Đốc lương (đốc suất vận chuyển lương thực). Đến cửa biển Tư Dung (gần thành phố Huế hiện nay), bị gió bão, thuyền lương đến chậm, Lê Thánh Tông nổi giận nên ông bị chém. Về sau, Vua biết ông bị oan, đã phong ôngg làm Phúc thần, nhiều làng xã vùng biển Tư Dung và ngoài Bắc thờ ông. Các triều vua về sau đều phong ông là "Đông Hải đại vương, Thượng đẳng thần". Việc làng Siêu Quần thờ ông là do có một bộ phận cư dân Huế từng thờ ông ở quê gốc chuyển cư ra đây.